# Petar Popyordanov
Petar Popyordanov, född 11 juni 1964 i Sofia, Bulgarien, död 5 maj 2013, var en bulgarisk skådespelare. 

## Filmografi (urval)
- 1991 - Tystnad